# Castner-Kellner-Verfahren (Natriumhydroxid)

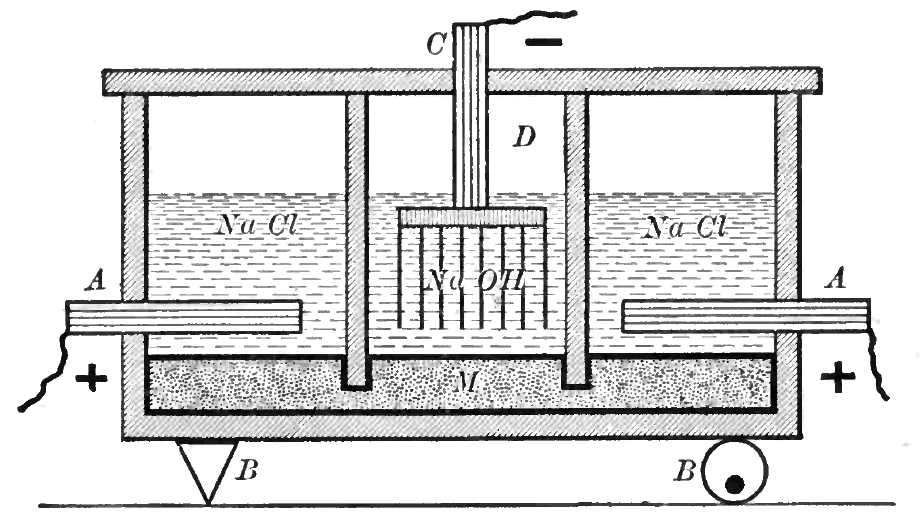
Castner-Kellner-Verfahren zur Herstellung von Natriumhydroxid

Als Castner-Kellner-Verfahren (nach Hamilton Castner und Karl Kellner) wird ein elektrolytisches Verfahren zur Herstellung von Natriumhydroxid aus Kochsalz-Lösung (Sole) benannt. Es wurde von Castner und Kellner unabhängig in den 1890er Jahren entwickelt (siehe auch Amalgamverfahren der Chloralkalielektrolyse).

## Verfahren
Die Elektrolysezellen außen (siehe Abbildung) haben Graphitanoden (A) und eine Quecksilberkathode (M) und enthalten Natriumchlorid-Lösung. Das Natrium sammelt sich im Quecksilber, Chlorgas bildet sich als Nebenprodukt an den Anoden. In der Mitte ist eine weitere Zelle mit einer Kathode aus Eisen (D), in der M nun als Anode dient, in der Natrium in wässrige Lösung übergeht und sich Natriumhydroxid bildet (Nebenprodukt ist Wasserstoffgas). Ein Rüttelmechanismus transportiert das im Quecksilber amalgamierte Natrium von den äußeren Zellen zur Mitte.
Es wurde 1892 von Castner in Birmingham und unabhängig von Kellner in Österreich entwickelt und industriell zuerst in Saltville, Virginia, 1896 und bei der Castner-Kellner Akali Company in Runcorn in England 1897 umgesetzt und erlangte große Bedeutung in der ersten Hälfte des 20. Jahrhunderts. Wegen Umweltschutzbedenken wurde es in den 1970er Jahren besonders in den USA und Japan vielfach aufgegeben und durch Diaphragmaverfahren ersetzt. In den USA konzentrierte man sich außerdem nach dem Zweiten Weltkrieg anders als in Westeuropa auf die Verbesserung des Diaphragma-Verfahrens. Während in den USA so 1998 über 70 % der Produktion mit dem Diaphragma-Prozess erfolgte und der Quecksilber verwendende Castner-Kellner-Prozess nur knapp über 10 % ausmachte war der Castner-Kellner-Prozess in Westeuropa in den 1960er Jahren der dominante Prozess und hatte 1998 noch einen Anteil von rund 60 %. In Japan wiederum wurde der Castner-Kellner-Prozess nach Umweltschutzbestimmungen in Folge des Minamata-Vorfalls 1956 (Quecksilbervergiftung bei Fischern aufgrund Umweltkontamination durch eine organische Quecksilberverbindung aus einer Acetaldehyd-Fabrik) in den 1970er Jahren zurückgedrängt und bis 1998 gar nicht mehr verwendet (sondern zu fast 90 % ein Ionenaustausch-Membranprozess). Obwohl ein Zusammenhang von Quecksilbervergiftungen mit Umweltverschmutzung aus dem Castner-Kellner-Prozess nie nachgewiesen wurde sorgte der starke öffentliche Druck für die Verabschiedung von Gesetzen (1973), die die Chlor-Alkali-Industrie zwangen vom Castner-Kellner-Verfahren (das mit 95 % in Japan dominierte) zum Diaphragma-Verfahren überzugehen. Da das Diaphragma-Verfahren aber kaustisches Soda von geringerer Qualität produzierte (und energieintensiver war) suchte man in Japan nach Alternativen. Die Möglichkeit einer Alternative in Form von Ionenaustausch-Membranen (Membranverfahren) war schon länger bekannt und wurde in Japan aufgrund der neuen Gesetzeslage in den 1970er Jahren rasch zur Anwendungsreife entwickelt.